# Félix Bourdier
 (mai 2020).
Si vous disposez d'ouvrages ou d'articles de référence ou si vous connaissez des sites web de qualité traitant du thème abordé ici, merci de compléter l'article en donnant les références utiles à sa vérifiabilité et en les liant à la section « Notes et références ».
Félix Bourdier, né le 30 décembre 1873 à Suresnes et mort le 24 septembre 1931 à Saint-Mandé, est un athlète français, spécialiste du demi-fond.

## Biographie
Il meurt le 24 septembre 1931.

## Palmarès
Il est affilié au Racing Club de France à partir de 1892 et remporte un titre de Champion de France en 1894.
- Championnats de France d'athlétisme :
  - vainqueur du 4000 steeple en 1894 ;
- Championnats de France de cross-country :
  - vainqueur en 1894,
  - 3e en 1896 ;
- Grand prix Roosevelt :
  - vainqueur en 1896,
  - vainqueur en 1897.